# Дьячков, Павел Павлович
Дьячков Павел Павлович (1876—после 1908) — офицер Российского императорского флота, участник Русско-японской войны, старший артиллерийский офицер крейсера «Громобой», участник боя в Корейском проливе, Георгиевский кавалер, лейтенант.

## Биография
Павел Павлович Дьячков 2-й родился 12 июня 1876 года. В 1887 году поступил в Морской кадетский корпус. В службе с 1890 года. В 1896 году после окончания учёбы произведён в мичманы. В 1897—1899 годах младший штурманский офицер П. П. Дьячков находился в заграничных плаваниях на крейсере 1 ранга «Герцог Эдингбурский», который входил в состав Учебно-артиллерийского отряда Балтийского флота. В 1900 году переведён артиллерийским офицером на крейсер «Громобой», на котором перешёл на Дальний Восток и вошёл в состав Первой Тихоокеанской эскадры. 1 апреля 1901 года произведён в лейтенанты. В 1903 году после окончания Артиллерийского офицерского класса зачислен в старшие артиллерийские офицеры 1 разряда.
В составе Владивостокского отряда продолжил службу на броненосном крейсере «Громобой» и участвовал в Русско-японской войне. 31 июля 1904 года вместе с крейсерами «Россия» и «Рюрик», крейсер «Громобой» прорывался из Владивостока в Порт-Артур на помощь эскадре контр-адмирала В. К. Витгефта. 1 августа 1904 года русские корабли приняли бой в Корейском проливе с японскими крейсерами. В этом бою П. П. Дьячков был ранен. 27 сентября 1904 года он был награждён за храбрость орденом Святого Георгия 4 степени.
8 мая 1905 года был уволен по болезни в отпуск на 3 месяца за границу. После ранения вышел в отставку. В 1907 году состоял лейтенантом 8-го флотского экипажа в Санкт-Петербурге. Дальнейшая судьба неизвестна.
У Павла Павловича был старший брат — Алексей (1867—1936), морской офицер, участник Русско-японской и Первой мировой войн. В 1905 году был награждён золотой саблей «за храбрость» за мужество и самоотверженность, проявленные в боях с неприятелем. В 1915 году произведён в генерал-майоры флота за отличие по службе. В годы гражданской войны состоял в Вооружённых силах Юга России. Эмигрировал из России. Умер в Париже.

## Награды
- орден Святого Станислава 3 степени (06.12.1903)[1];
- орден Святой Анны 3 степени с мечами и бантом (30.05.1904)[1];
- орден Святого Георгия (27.09.1904)[6].